# Vancouver Whitecaps (1974-84)
Los Vancouver Whitecaps fueron un equipo de fútbol de Canadá que alguna vez jugaron en la NASL, la desaparecida máxima categoría del fútbol en Estados Unidos.

## Historia
Fue fundado el 11 de diciembre de 1973 en la ciudad de Vancouver, Columbia Británica y su mayor logro fue ganar el título de la NASL en la temporada de 1979 tras vencer al Tampa Bay Rowdies ante más de 50,000 espectadores luego de que antes eliminara al favorito New York Cosmos en las semifinales. También jugaron el fútbol indoor, pero de manera intermitente y no lograron logros importantes.
El club desapareció en 1984 luego de que la NASL desapareciera al igual que otros equipos que conformaban la liga.

## Palmarés

### Fútbol
- NASL: 1

1979
- NASL División Oeste: 2

1978, 1979
- NASL División Noroeste: 1

1981
- NASL División Oeste: 1

1983

### Fútbol Indoor
- NASL División Norte: 1

1980/81

## Temporadas
| Año     | Liga        | G                   | P                   | E                   | Pts                 | Temporada Regular                           | Playoffs                 |
| ------- | ----------- | ------------------- | ------------------- | ------------------- | ------------------- | ------------------------------------------- | ------------------------ |
| 1974    | NASL        | 5                   | 11                  | 4                   | 70                  | 4º, Western Division                        | No clasificó             |
| 1975    | NASL indoor | 1                   | 1                   | —                   | 2                   | 2º, Region 4                                | No clasificó             |
| 1975    | NASL        | 11                  | 11                  | —                   | 99                  | 4º, Western Division                        | No clasificó             |
| 1976    | NASL indoor | 0                   | 2                   | —                   | 0                   | 4º, West Regional                           | No clasificó             |
| 1976    | NASL        | 14                  | 10                  | —                   | 120                 | 3º, Pacific Conference, Western Division    | 1.ª Ronda                |
| 1977    | NASL        | 14                  | 12                  | —                   | 124                 | 2º, Pacific Conference, Western Division    | Campeonato Divisional    |
| 1978    | NASL        | 24                  | 6                   | —                   | 199                 | 1º, National Conference, Western Division   | Semifinal de Conferencia |
| 1979    | NASL        | 20                  | 10                  | —                   | 172                 | 1º, National Conference, Western Division   | Campeón                  |
| 1979/80 | NASL Indoor | No participó        | No participó        | No participó        | No participó        | No participó                                | No participó             |
| 1980    | NASL        | 16                  | 16                  | —                   | 139                 | 3º, National Conference, Western Division   | 1.ª Ronda                |
| 1980/81 | NASL Indoor | 11                  | 7                   | —                   | —                   | 1º, Northern Division                       | Semifinales              |
| 1981    | NASL        | 21                  | 11                  | —                   | 186                 | 1º, Northwest Division                      | 1.ª Ronda                |
| 1981/82 | NASL Indoor | 10                  | 8                   | —                   | —                   | 2º, National Conference, Northwest Division | 1.ª Ronda                |
| 1982    | NASL        | 20                  | 12                  | —                   | 160                 | 3º, Western Division                        | 1.ª Ronda                |
| 1982/83 | NASL Indoor | Temporada Cancelada | Temporada Cancelada | Temporada Cancelada | Temporada Cancelada | Temporada Cancelada                         | Temporada Cancelada      |
| 1983    | NASL        | 24                  | 6                   | —                   | 187                 | 1º, Western Division                        | 1.ª Ronda                |
| 1983/84 | NASL Indoor | 12                  | 20                  | —                   | —                   | 5º                                          | No clasificó             |
| 1984    | NASL        | 13                  | 11                  | —                   | 117                 | 2º, Western Division                        | Semifinales              |

## Promedio de asistencia
| - 1974 - 10,098 - 1975 - 7,579 - 1976 - 8,656 - 1977 - 11,897 | - 1978 - 15,724 - 1979 - 22,962 - 1980 - 26,834 - 1981 - 23,236 | - 1982 - 18,251 - 1983 - 29,164 - 1984 - 15,208 |

## Jugadores

### Jugadores destacados
| - Peter Beardsley (1981–83) - Brian Budd (1974–1977) - Gary Thompson (1974–1977) - Victor Kodelja (1974–1975) - Brian Gant (1974–1976) - Brian Robinson (1976–1977) - Gerry Gray (1980–1982) - Bruce Grobbelaar (1979–80) - Glen Johnson (1974–77) - Steve Kember (1980–81) - Ruud Krol (1980) - Peter Roe (1980) - Bob Lenarduzzi (1974–84) - Art Welch (1977-79) - Sam Lenarduzzi (1974–78) | - Sergio Zanatta (1975) - David Norman (1981–84) - Tino Lettieri (1982–83) - Dale Mitchell (1977-78) - Holger Osieck (1977) - Les Parsons (1976–84) - Derek Possee (1977–79) - Davie Robb (1980) - Jon Sammels (1978–79) - Bruce Twamley (1975) - Carl Valentine (1979–84) - Bruce Wilson (1974–77) - Colin Todd (1984) |

### Logros individuales
Entrenador del Año en la NASL
- 1978:  Tony Waiters
- 1982:  Johnny Giles

Futbolista Norteamericano del Año
- 1978:  Bob Lenarduzzi
- 1983:  Tino Lettieri

NASL MVP Playoff
- 1979:  Alan Ball

Mejor Portero de la NASL
- 1978:  Phil Parkes
- 1979:  Phil Parkes
- 1982:  Tino Lettieri
- 1983:  Tino Lettieri

Salón de la Fama de la U.S. Soccer
- 2003:  Bob Lenarduzzi,  Arnie Mausser,  Bruce Wilson

Salón de la Fama de Indoor Soccer
- 2014:  Dale Mitchell[7]

Primera Selección al Juego de Estrellas
- 1977:  Bruce Wilson
- 1979:  Phil Parkes
- 1980:  Ruud Krol
- 1983:  David Watson,  Frans Thijssen
- 1984:  Frans Thijssen,  Peter Ward

Segunda Selección al Juego de Estrellas
- 1977:  Les Parsons
- 1978:  John Craven,  Kevin Hector
- 1979:  Alan Ball,  Bob Lenarduzzi
- 1981:  Peter Lorimer,  Pierce O'Leary
- 1983:  Tino Lettieri
- 1984:  Bob Lenarduzzi,  Fran O'Brien

Mención Honorífica al Juego de Estrellas
- 1976:  Tommy Ord
- 1982:  Carl Valentine,  John Wile
- 1984:  Paul Bradshaw,  Carl Valentine

Estrellas de Fútbol Indoor
- 1983–84 Reservas:  Carl Valentine,  Peter Ward,  Tino Lettieri[8]

Salón de la Fama del Fútbol Canadiense
- 2000: Sam Lenarduzzi, Luigi Moro, Bruce Wilson
- 2001: Gerry Gray, Bob Lenarduzzi, Tino Lettieri, Tony Waiters
- 2002: Dale Mitchell, Mike Sweeney
- 2003: Ian Bridge, Les Parsons, Carl Valentine
- 2004: Bob Bolitho
- 2005: Garry Ayre
- 2006: Brian Robinson, Randy Samuel
- 2007: Herb Capozzi, Glen Johnson
- 2008: Bruce Twamley, Les Wilson
- 2009: Neil Ellett
- 2011: Victor Kodelja, Equipo Campeón de la NASL en 1979
- 2014: Chris Bennett[9]